# Dohrniphora qinnica
Dohrniphora qinnica är en tvåvingeart som beskrevs av Liu 2001. Dohrniphora qinnica ingår i släktet Dohrniphora och familjen puckelflugor. Inga underarter finns listade i Catalogue of Life.